# تد لواین
تد لواین (انگلیسی: Ted Levine؛ زادهٔ ۲۹ مهٔ ۱۹۵۷) هنرپیشه اهل ایالات متحده آمریکا است. وی از سال ۱۹۸۳ میلادی تاکنون مشغول فعالیت بوده‌است.

## بخشی از فیلم‌شناسی
- مخمصه
- خاطرات یک گیشا
- سکوت بره‌ها
- سریع و خشمگین
- مانک
- جزیره شاتر
- گانگستر آمریکایی
- ترور جسی جیمز به وسیله رابرت فورد بزدل
- فلابر
- شهر دیوانه
- غرب وحشی وحشی
- نزدیک‌ترین خویشاوند
- حقیقت درباره چارلی
- دنیای ژوراسیک ۲
- نزاع هارلن کانتی
- قطار مرگبار
- سرزمین عجایب
- برای این خون بریز
- شلیک مرگ
- رؤیای شب نیمه تابستان